# 日本製鉄鹿島硬式野球部
日本製鉄鹿島硬式野球部（にっぽんせいてつかしまこうしきやきゅうぶ）は、茨城県鹿嶋市に本拠地を置き、日本野球連盟に加盟する社会人野球の企業チームである。チームの愛称は「KASHIMA BLUE WINGS」。
日立製作所（茨城県日立市）、SUBARU（群馬県太田市）と共に北関東3強の一角を担い、毎年熾烈な代表権争いを繰り広げている。

## 概要
1975年、住友金属工業の鹿島製鉄所で『住友金属鹿島硬式野球部』として創部。当時は、和歌山県和歌山市の本社チーム住友金属野球団に次ぐ第2のチームであったが、1999年に住友金属野球団が解散してからは、住友金属工業で唯一の社会人野球チームとなった。
1976年に日本選手権に、1983年に都市対抗野球にそれぞれ初出場している。
1995年9月1日、鹿島町が大野村を編入し鹿嶋町と改称したうえで同日に市制施行したため、本拠地が鹿嶋市となる。
2010年の都市対抗野球と、2011年の都市対抗野球で、2年連続でベスト4入りを果たした。
2012年10月、新日本製鐵と住友金属工業が合併し新日鐵住金が発足。これに伴い、チーム名を『新日鐵住金鹿島硬式野球部』に改称した。
2019年4月、に新日鐵住金の商号変更により、チーム名を『日本製鉄鹿島硬式野球部』に改称した。

## 沿革
- 1975年 - 『住友金属鹿島硬式野球部』として創部。
- 1976年 - 日本選手権に初出場（初戦敗退）。
- 1983年 - 都市対抗野球に初出場（初戦敗退）。
- 1995年 - 9月1日に市町村合併に伴い、本拠地が鹿嶋市となる。
- 1999年 - 本社チームである住友金属野球団の解散に伴い、6名が当チームへ転籍。
- 2012年 - 10月よりチーム名を『新日鐵住金鹿島硬式野球部』に改称。
- 2019年 - 4月よりチーム名を『日本製鉄鹿島硬式野球部』に改称。

## 主要大会の出場歴・最高成績
- 都市対抗野球大会 - 出場22回、4強3回（2000、2010年、2011年）
- 社会人野球日本選手権大会 - 出場12回、4強1回（2018年）
- JABA北海道大会 - 優勝2回（2006、2024年）
- JABA東北大会 - 優勝5回（1983、1994、1999、2012、2019年）
- JABA四国大会 - 優勝1回（2008年）
- JABA日立市長杯争奪大会 - 優勝5回（2000、2003、2009、2023、2024年）
- JABA静岡大会 - 優勝1回（2022年）

## 主な出身プロ野球選手
- 岩切英司（捕手） - 1983年ドラフト6位で阪神タイガースに入団
- 西村博巳（外野手） - 1983年ドラフト3位で横浜大洋ホエールズに入団
- 樋口一紀（内野手） - 1991年ドラフト5位で千葉ロッテマリーンズに入団
- 白鳥浩徳（投手） - 1993年ドラフト5位で西武ライオンズに入団
- 井戸伸年（外野手） - 退団後、MLB傘下のマイナーリーグを経て、2002年ドラフト9位で大阪近鉄バファローズに入団
- 衣川篤史（捕手） - 2006年大学生・社会人ドラフト4位で東京ヤクルトスワローズに入団
- 井坂亮平（投手） - 2008年ドラフト3位で東北楽天ゴールデンイーグルスに入団
- 加賀繁（投手） - 2009年ドラフト2位で横浜ベイスターズに入団
- 小島脩平（内野手） - 2011年ドラフト7位でオリックス・バファローズに入団
- 横山雄哉（投手） - 2014年ドラフト1位で阪神タイガースに入団
- 石崎剛（投手） - 2014年ドラフト2位で阪神タイガースに入団
- 大貫晋一（投手） - 2018年ドラフト3位で横浜DeNAベイスターズに入団
- 大津亮介（投手） - 2022年ドラフト2位で福岡ソフトバンクホークスに入団
- 大泉周也（外野手） - 退団後、BCリーグの福島レッドホープスを経て、2023年育成ドラフト1位で福岡ソフトバンクホークスに指名

## 元プロ野球選手の競技者登録
- 阿波野秀幸（元近鉄バファローズ、読売ジャイアンツ、横浜ベイスターズ） - コーチ→退団
- 平野謙（元：中日ドラゴンズ、西武ライオンズ、千葉ロッテマリーンズ） - コーチ（2003年 - 2005年）→退団
- 吉田浩（元：阪神タイガース） - 外野手（2003年 - 2004年）→コーチ兼任（2005年）→コーチ（2006年）→退団
- 礒恒之（元：千葉ロッテマリーンズ） - 投手（2003年 - 2004年）→退団
- 玉置隆（元：阪神タイガース） - 投手（2016年 - 2017年）→コーチ兼任（2018年 - 2019年）→退団
- 伊藤拓郎（元：横浜DeNAベイスターズ） - 投手（2018年 - ）
- 守屋功輝（元：阪神タイガース） - 投手（2023年 - ）